# Les Tzars
Singles de Indochine
À l'assaut (des ombres sur l'Ô) (Live) La Machine à rattraper le temps
Pistes de 7000 danses
Il y a un Risque (le Mépris) La Machine à rattraper le temps
Les Tzars est une chanson d'Indochine parue en 1987 dans l'album 7000 danses.

## Thèmes
Avec des paroles apparemment décousues et incompréhensibles, Indochine tente de décrire ici sa vision du monde et de son histoire, notamment à travers les divers conflits tel que la Seconde Guerre mondiale, ainsi que les tyrans et les dictateurs, avec une comparaison aux milieux sado-masochistes.

## Clip
Le clip, réalisé par Marc Caro provoqua un scandale en Allemagne et en Italie car on peut y voir notamment Hitler et Mussolini.

## Classements par pays
| Pays   | Meilleure position |
| ------ | ------------------ |
| France | 17                 |